# Gold (Ryan Adams-album)
A 2001-es Gold Ryan Adams második nagylemeze. Az album Adams legnagyobb példányszámban eladott lemeze, az Egyesült Királyságban aranylemez. Az Egyesült Államokban 364 ezer, világszerte 812 ezer példányban kelt el.
Adams eredetileg egy dupla lemezt akart, de a kiadója egy lemezre sűrítette az albumot. Néhány dalon Adams lakótársa, Adam Duritz háttérvokálozik.
Az album kapcsán Adamset három Grammy-díjra jelölték 2002-ben: legjobb album, legjobb férfi rockénekes teljesítmény (a New York, New York-ért), legjobb férfi countryénekes teljesítmény (a Lovesick Blues-ért). Az album szerepel az 1001 lemez, amit hallanod kell, mielőtt meghalsz című könyvben.

## Az album dalai
|     | Cím                                | Szerző(k)             | Hossz |
| --- | ---------------------------------- | --------------------- | ----- |
| 1.  | New York, New York                 | Ryan Adams            | 3:46  |
| 2.  | Firecracker                        | Adams                 | 2:51  |
| 3.  | Answering Bell                     | Adams                 | 3:05  |
| 4.  | La Cienega Just Smiled             | Adams                 | 5:03  |
| 5.  | The Rescue Blues                   | Adams                 | 3:38  |
| 6.  | Somehow, Someday                   | Adams                 | 4:24  |
| 7.  | When the Stars Go Blue             | Adams                 | 3:31  |
| 8.  | Nobody Girl                        | Adams, Ethan Johns    | 9:40  |
| 9.  | Sylvia Plath                       | Adams, Richard Causon | 4:10  |
| 10. | Enemy Fire                         | Adams, Gillian Welch  | 4:09  |
| 11. | Gonna Make You Love Me             | Adams                 | 2:36  |
| 12. | Wild Flowers                       | Adams                 | 4:59  |
| 13. | Harder Now That It’s Over          | Adams, Chris Stills   | 4:32  |
| 14. | Touch, Feel and Lose               | Adams, David Rawlings | 4:15  |
| 15. | Tina Toledo’s Street Walkin’ Blues | Adams, Johns          | 6:10  |
| 16. | Goodnight, Hollywood Blvd.         | Adams, Causon         | 3:25  |

| 1. | Rosalie Come and Go          | Adams        | 3:54 |
| 2. | The Fools We Are As Men      | Adams        | 4:01 |
| 3. | Sweet Black Magic            | Adams, Johns | 2:35 |
| 4. | The Bar Is a Beautiful Place | Adams        | 5:58 |
| 5. | Cannonball Days              | Adams        | 3:24 |

## Közreműködők
- Ryan Adams – ének, akusztikus és elektromos gitár, bendzsó, zongora
- Bucky Baxter – steel gitár
- Andre Carter – trombita
- Richard Causon – zongora
- Jennifer Condos – basszusgitár
- Milo De Cruz – basszusgitár
- Adam Duritz – kórus, háttérvokál
- Keith Hunter – kórus
- Rami Jaffi – harmonika
- Ethan Johns – dob, elektromos gitár, chamberlain vonósok, szólógitár, hammond B-3, háttérvokál, akusztikus gitár, tizenkét húros gitár, mando-cselló, vibrafon, vonósok hangszerelése, gitár, slide gitár, mandolin, basszusgitár, elektromos zongora, cseleszta, harmónium, konga
- Rob McDonald – kórus
- Sid Paige – koncertmester
- Julianna Raye – háttérvokál, kórus
- Chris Stills – háttérvokál, elektromos gitár, basszusgitár, akusztikus gitár, akusztikus tizenkét húros gitár
- Benmont Tench – Hammond B-3, zongora
- Kamasi Washington – szaxofon
- C.C. White – háttérvokál, kórus, vokál

## Fordítás
Ez a szócikk részben vagy egészben a Gold (Ryan Adams album) című angol Wikipédia-szócikk ezen változatának fordításán alapul.  Az eredeti cikk szerkesztőit annak laptörténete sorolja fel. Ez a jelzés csupán a megfogalmazás eredetét és a szerzői jogokat jelzi, nem szolgál a cikkben szereplő információk forrásmegjelöléseként.